# Pierre Vidal-Naquet
Pour les articles homonymes, voir Vidal et Naquet.
Pierre Vidal-Naquet, né le 23 juillet 1930 à Paris 7e et mort le 29 juillet 2006 à Nice, est un historien français.
Spécialiste de l'histoire de la Grèce ancienne, il a aussi joué un rôle dans divers domaines de la vie intellectuelle et politique de la France[évasif].
Auteur de plusieurs ouvrages historiques ou politiques, il a aussi écrit de très nombreuses préfaces pour les livres les plus divers ; il a été un militant actif contre la torture pendant la guerre d'Algérie, contre la dictature des colonels grecs et a soutenu les efforts de paix dans le conflit israélo-arabe au Moyen-Orient, affirmant dès 1967 la nécessité de créer un État palestinien aux côtés d'Israël. À partir de la fin des années 1970, il a consacré une part de son activité intellectuelle à la lutte contre la poussée du négationnisme.

## Biographie
Pierre Emmanuel Vidal-Naquet a écrit plusieurs textes autobiographiques, notamment ses Mémoires, publiés en 1998, mais aussi des textes plus ponctuels comme : « Esquisse d'un parcours anticolonialiste » (2001) et « Pourquoi et comment je suis devenu historien » (2003), issu d'une conférence prononcée aux Rendez-vous de l'histoire à Blois en 2002.

### Famille
Il est issu d'une famille juive comtadine de Carpentras (Vaucluse, jusqu'en 1791 possession pontificale), famille qui a des liens de parenté avec José de Bérys, Francine Bloch et Darius Milhaud, ainsi qu'avec Alfred Naquet (1834-1916).
Les Vidal-Naquet ont connu une ascension sociale au cours du XIXe siècle, s'installant à Montpellier, puis à Marseille, enfin à Paris, dans le faubourg Saint-Germain.
Il est le fils de Lucien Vidal-Naquet (né le 27 février 1899 à Paris et mort en 1944 à Auschwitz), avocat, et de Marguerite Valabrègue (née le 20 mai 1907 à Marseille et morte en 1944 à Auschwitz), mariés en 1929. Leur dernière adresse est au 9, avenue Frédéric Mistral. La sœur de Lucien, Isabelle (1898-1954) est l'épouse du polytechnicien Robert Brunschwig ; le frère de Lucien, Georges (1900-1978), épouse en 1931 Marthe Valabrègue (1907-1996), sœur jumelle de Marguerite.
C'est un milieu laïc (athée pour certains) et républicain, d'orientation dreyfusarde : « Toute ma vie, j'ai été marqué par le récit que m'a fait mon père à la fin de 1941 ou au début de 1942 de l'affaire Dreyfus ».
Lucien Vidal-Naquet, devenu avocat en 1921, a d'abord été dans le cabinet de René Viviani, puis est entré dans celui d'Alexandre Millerand. C'est un civiliste, particulièrement intéressé dans les questions de propriétés intellectuelle ; dans les années 1930, une de ses affaires l'oppose à la compagnie cinématographique Tobis.
Pierre Vidal-Naquet s'est marié en 1952 et a eu trois enfants.

### Enfance
Après Pierre, naissent François (1932), Aline (1933), Yves (1940) et Claude (1942).
Scolarisé au sein de la famille, en liaison avec un cours privé, Pierre est admis en juin 1939 à entrer en septième au lycée Montaigne.

### Une adolescence marquée par la Shoah
En juillet 1939, les familles de Lucien et Georges Vidal-Naquet et de Robert Brunschwig viennent en vacances à Beg Meil (commune de Fouesnant, Finistère). Elles vont y rester pendant la drôle de guerre, sans les pères qui sont mobilisés (Lucien dans l'artillerie à Charleville). En février 1940 naît le second frère de Pierre, Yves. Le 18 juin 1940, en pleine débâcle de l'armée et du gouvernement, les trois femmes prennent la décision de partir à Marseille (en voiture). Elles y arrivent assez péniblement le 1er juillet ; le petit Yves, assez fragile, est mort le 20 juin.
Lucien Vidal-Naquet, démobilisé, les rejoint, puis revient à Paris où il continue d'exercer son métier jusqu'à sa révocation de l'ordre des avocats. Dès 1940, il est entré dans la Résistance au sein du réseau de résistance du musée de l'Homme. La révocation prend effet le 12 mai 1942 et il vient alors vivre à Marseille.
Pierre entre en sixième au Lycée Périer en 1940. En même temps, il devient scout dans le cadre des Éclaireurs unionistes de France (protestants).
Après l'invasion de la zone Sud par l'armée allemande (novembre 1942), Georges Vidal-Naquet réussit à passer en Espagne, puis rejoint la France libre ; sa famille part pour Saint-Agrève, ville protestante offrant possibilité de refuge aux Juifs. Les autres enfants partent dans une institution à Megève. En avril 1943, les enfants Vidal-Naquet reviennent à Marseille, mais les Brunschwig se rassemblent dans une demeure de famille à Dieulefit (Drôme). Pierre Vidal-Naquet y fait deux séjours (août 1943 et avril 1944), y rencontrant le poète Pierre Emmanuel.
Le 15 mai 1944, Lucien et Marguerite sont arrêtés par la Gestapo, amenés à Drancy, puis par le Convoi No. 75, en date du 30 mai 1944, déportés à Auschwitz où ils meurent l'un et l'autre peu après, mais les trois enfants échappent à cette arrestation et sont d'abord hébergés par des professeurs. Le 17 mai, Pierre et François sont emmenés chez le chauffeur Maurice, à Cucuron. Aline est emmenée à Saint-Agrève le 5 juin, retrouver sa grand-mère maternelle et sa tante Marthe Vidal-Naquet ; ses frères la rejoignent le 17 juin.
Après un dernier séjour à Dieulefit (mi septembre-mi octobre 1944), il revient à Paris avec les Brunschwig, chez qui il va vivre jusqu'en 1948. Il entre en Seconde au lycée Carnot. Cette période est marquée par les doutes sur le sort de ses parents (il sait qu'ils sont passés par Drancy et ont été déportés) ; ce n'est qu'à la rentrée 1945 qu'il acquiert la certitude qu'ils ne rentreront pas.

### Études et formation intellectuelle
Après le baccalauréat (1947), il suit les traces de Jacques Brunschwig et entre en Lettres supérieures au lycée Henri-IV où il fait ensuite deux khâgnes sans être même admissible (son cousin est reçu premier à l'ENS en 1948) ; il y a pour condisciple et ami Charles Malamoud et pour condisciples Pierre Juquin et Robert Faurisson.
Sa vocation d'historien résulte entre autres de la lecture de L'Étrange Défaite de Marc Bloch, mais il s'intéresse beaucoup à la littérature, notamment au surréalisme (André Breton, René Char et Antonin Artaud) et aux arts. En 1948-1949, il participe avec Pierre Nora à l'aventure de la revue Imprudence, qui publie trois numéros. Durant les vacances d'été de 1949 et 1950, il voyage en Italie avec Jacques Brunschwig. Sur le plan politique, il se situe nettement à gauche, mais malgré un certain intérêt, il n'adhère pas au Parti communiste, décision définitivement confirmée en 1949 après le procès de László Rajk en Hongrie, dont il perçoit le caractère truqué.
En 1950, il décide de faire une troisième khâgne, mais à Marseille, au lycée Thiers ; c'est une classe mixte, où il fait la connaissance de Geneviève Railhac, qu'il épousera peu après.
Après un nouvel échec en 1951, il n'a pas d'autre diplôme qu'une « licence libre » ; il la complète avec des certificats qui lui donnent une licence de Lettres classiques, puis fait un mémoire sur Platon, avec Henri-Irénée Marrou (mémoire complémentaire sur Jean Jaurès, avec Ernest Labrousse), obtenant un diplôme d'études supérieures d'histoire (novembre 1953). Il prépare ensuite l'agrégation d'histoire et est reçu troisième en 1955 (ainsi qu'au CAPES de Lettres classiques).

### Carrière universitaire

#### Les premières affectations (1955-1966)
Orléans (1955-1956)
Il est d'abord nommé au lycée Pothier d'Orléans où il a pour collègue Georges Dupeux et pour élève Alain Corneau, qui lui rendra hommage à la sortie de Tous les matins du monde (1991).
À la demande de Robert Blum, il collabore à l'édition des œuvres de Léon Blum ; il travaille sous la direction de Robert Verdier sur les écrits des années 1945-1950, qui donnent finalement deux volumes (l'édition du second étant dirigée par François Furet).
L'université de Caen (1956-1961)
À la rentrée 1956, il obtient un poste d'assistant à l'université de Caen, auprès de Henri Van Effenterre. Il consacre alors son activité professionnelle essentiellement à l'enseignement de l'histoire de la Grèce antique, tout en commençant à la rentrée 1960 à suivre le séminaire de Jean-Pierre Vernant à l'EPHE.
Mais, à cette époque, il s'implique beaucoup dans les problèmes liés à la guerre d'Algérie (affaire Maurice Audin, manifeste des 121) : en 1961, il est suspendu à l'université de Caen, à cause justement du manifeste.
L'université de Lille (1961-1962)
À la rentrée 1961, il est affecté à l'université de Lille, comme assistant de Roger Rémondon.
Le CNRS (1962-1964)
De 1962 à 1964, il est détaché au CNRS. Durant cette période, il participe toujours à l'EPHE au séminaire de Jean-Pierre Vernant, mais aussi à ceux d'André Aymard (sociologie de la guerre dans l'Antiquité), de Roger Rémondon (papyrologie) et de Louis Robert (épigraphie grecque). Il a aussi des activités archéologiques à Mallia en Crète (1963) avec Henri Van Effenterre et à Samos en 1964.
Il rédige alors le premier travail important dans son œuvre, en collaboration avec Pierre Lévêque : « Clisthène l'Athénien », d'abord projeté comme article pour les Annales, puis livre publié au début de 1964.
Il prend aussi connaissance de l'œuvre de Moses I. Finley, auteur de The World of Odysseus (1954), dont aucun livre n'a encore été traduit en français et qu'il introduit en France à travers une recension dans les Annales en 1963.
L'université de Lyon (1964-1966)
En 1964, le dédoublement de la chaire d'histoire grecque, détenue par Antoine Bon, lui permet d'y être élu professeur.

#### L’École pratique des hautes études puis l’École des hautes études en sciences sociales (1966-1997)
Entré comme sous-directeur d'études à l'EPHE dans la VIe Section (Sciences économiques et sociales) dirigée par Fernand Braudel - à partir de 1975, École des hautes études en sciences sociales -, il devient directeur d'études en 1969, poste qu'il occupe jusqu'à sa retraite en septembre 1997.
Parmi ses élèves, on compte le cinéaste Alain Corneau, l'écrivain Frédéric H. Fajardie, les historiens Alain Corbin (à Caen), Nicole Loraux, François Hartog, Maurice Sartre, Pauline Schmitt-Pantel et Alain Schnapp.
Le 19 janvier 1974, son directeur de thèse étant Édouard Will, il soutient à l'université de Nancy une thèse « sur un ensemble de travaux » (articles et ouvrages sur la Grèce ancienne publiés depuis 1960), devenant ainsi docteur ès-lettres. En 1981, paraît le recueil Le Chasseur noir, qui regroupe ses principaux articles sur la Grèce ancienne.
Lecteur de Dumézil et de Lévi-Strauss, il est considéré comme membre de l'« école de Paris » (formule issue du milieu universitaire américain), aux côtés de Jean-Pierre Vernant, avec qui il a écrit quelques livres, de Nicole Loraux et de Marcel Detienne : il s'agit du groupe des chercheurs liés à l'EPHE, qui se différencient des hellénistes classiques (François Chamoux) par le souci de mettre en œuvre des disciplines diverses, notamment l'anthropologie structurale.
De 1982 à 1992, il est membre du Conseil national des Universités et de la commission de recrutement du CNRS.
Il est l'un des lecteurs attitrés de la bibliothèque de la Fondation Maison des sciences de l'homme.
Succédant à Jean-Pierre Vernant, il prend la direction du Centre Louis Gernet de recherches comparées sur les sociétés anciennes.
Interventions militantes
En Mai 1968, il soutient le mouvement étudiant et participe à la commission de réflexion sur la réorganisation de l'EPHE. Durant l'été, après avoir rassemblé un grand nombre de documents (tracts), il écrit avec Alain Schnapp un livre : Le Journal de la Commune étudiante (publié début 1969).
La fin des années 1970 est marquée par l'émergence du négationnisme dans les médias français ; Pierre Vidal-Naquet publie alors plusieurs articles consacrés à l'analyse de ce phénomène, recueillis dans Les Assassins de la mémoire (1987).
Décès
Pierre Vidal-Naquet meurt à l'hôpital de Nice le 29 juillet 2006. Il est enterré au cimetière La Guardi de Fayence (Var) ; sa tombe porte l'épitaphe « Historien dans la cité ».

## Apport à l'histoire de la Grèce antique
Il consacra ses recherches à la Grèce antique, l'histoire juive ainsi que l'histoire contemporaine. Jean-Pierre Vernant se rappelait en août 2006 : « - Pensez-vous qu'il y a, dans la discipline historique, un « avant » et un « après » Pierre Vidal-Naquet ? [Réponse de Jean-Pierre Vernant] : - […] Pour moi qui ne suis pas historien de métier, Pierre était des pieds à la tête un historien. Il ne pensait pas seulement en historien, il regardait le monde contemporain, le monde grec, le monde juif de la même façon : en historien. Classiciste qui maîtrisait les armes de l'épigraphie et de la papyrologie, il n'a jamais fait de la Grèce un modèle intemporel. Il n'oubliait pas qu'à côté il y avait la Chine, l'Inde, l'Amérique précolombienne, par exemple, et qu'on ne pouvait pas comprendre les Grecs si l'on ignorait ces civilisations. Pierre réunissait en lui des qualités très rares : lettré, prodigieux érudit, il était aussi un novateur, et pas seulement dans le domaine du monde grec. Je pense à ses travaux sur le monde juif : dans son livre admirable sur Flavius Josèphe, il brosse un tableau saisissant des problèmes qui se posaient à cette époque (le Ier siècle) à la Judée, pointant certaines questions latentes dans le monde moderne. Le Chasseur noir (éd. Maspéro, 1981) est une façon absolument neuve de voir le monde grec, dans ses complexités et ses ambiguïtés. Même chose dans ses études sur la tragédie qu'il a en partie menées avec moi : comprendre ce qu'il y avait de spécifique dans le théâtre grec tout en ayant le souci de ne pas le détacher du contexte social, politique et mental ».
Pierre Vidal-Naquet se disait persuadé également que le continent nommé Atlantide par Platon constituait une invention de celui-ci et « était tout simplement l'Athènes impérialiste du Ve siècle ».
En dehors du milieu intellectuel français, on lui a reproché de négliger les faits historiques ainsi que les caractéristiques individuelles des auteurs, voire de manipuler les textes en y introduisant des catégories étrangères à eux, notamment des notions comme la polysémie et l'ambigu.

## Un intellectuel engagé
Outre la Grèce antique, son domaine de prédilection, il s'intéresse à des sujets contemporains comme la guerre d'Algérie et la Shoah.

### Contre la torture en Algérie
Intellectuel engagé dans la défense des droits de l'homme, il milite très tôt contre le colonialisme, et particulièrement contre l'usage de la torture pendant la guerre d'Algérie. En avril 1957, il fait publier dans la revue Esprit un article de son ami Robert Bonnaud (qu'il connaît depuis le lycée Périer à Marseille), à propos des exactions de l'armée française dont il a été témoin comme réserviste rappelé en 1956.
À partir de la fin de 1957, il effectue un travail d'historien à propos de la disparition de Maurice Audin, mathématicien, assistant à l'université d'Alger, arrêté par les parachutistes pendant la bataille d'Alger, puis « disparu » : alors que la thèse officielle affirme que Maurice Audin s'est évadé, Pierre Vidal-Naquet, avec les autres membres du Comité Audin, défend la thèse de sa mort sous la torture. Il en fait un livre, L'Affaire Audin, paru en 1958 et réédité, largement complété, des années plus tard.
En 1960, avec Robert Barrat, Paul Thibaud et Jacques Panijel, il fonde le journal clandestin Vérité-Liberté, en remplacement de Témoignages et Documents, chargé de publier les textes (articles ou livres) ayant provoqué une saisie.
Pour avoir signé en 1960 le « Manifeste des 121 », pétition d'intellectuels sur le droit à l'insoumission pour les appelés envoyés en Algérie, le ministère de l'Éducation nationale lui retire pendant un an son poste (sans pour autant lui retirer son traitement de fonctionnaire).
En 1962, il publie La Raison d'État, livre dénonçant l'emploi de la torture.

### Homme de gauche non-violent
Marxiste anti-stalinien, il a été brièvement membre du Parti socialiste unifié, ainsi que sympathisant de Socialisme ou barbarie, mais ne s'est jamais considéré comme militant d'un parti politique, le PSU n'étant pour lui qu'un « simple cercle de discussion ».
Avec Michel Foucault et Jean-Marie Domenach, il signe le 8 février 1971 le manifeste du Groupe d'information sur les prisons. Il est membre du comité de parrainage de la Coordination française pour la Décennie de la culture de paix et de non-violence.
En 1972, au cours d'un rassemblement antimilitariste à la salle de la Mutualité à Paris, il se déclare « antimilitariste sous tous les régimes, même à La Havane, Alger, Moscou ou Pékin ». Il développe ce point de vue dans la Lettre des objecteurs :

« Finalement la campagne fondamentale est, à l'heure actuelle, tout ce qui se fait dans le sens d'un refus de l'autorité. Il y a dans ce pays une formidable capacité de refus de l'autorité et je crois que la lutte contre le militarisme est un aspect de ce mouvement anti-autoritaire. Si j'ai dénoncé le militarisme des organisations de gauche, c'est parce [qu’elles] sont à bien des égards des organismes autoritaires. »

— Entretien avec Pierre Vidal-Naquet recueilli par Michel Tachon et Paul Berlioz-Arthaud, Lettre des objecteurs, n° 19, juin 1973, p. 20-23
Il a été membre du Comité de parrainage du Centre de documentation et de recherche sur la paix et les conflits rebaptisé Observatoire des armements.

### Polémique avec Bernard-Henri Lévy
Au printemps 1979, Cornelius Castoriadis et lui critiquent fortement Bernard-Henri Lévy dans Le Nouvel Observateur pour avoir mal vérifié ses références dans son livre Le Testament de Dieu (cette première édition du livre citait un témoignage aux procès de Nuremberg de Heinrich Himmler alors que celui-ci s'était suicidé lors de sa capture), affirmé « contemporains » des événements éloignés de plusieurs siècles, et effectué des citations sans en mentionner les auteurs. Le conflit s'étale sur plusieurs numéros jusqu'à ce que Jean Daniel y mette fin sur une dernière réponse de Bernard-Henri Lévy. Ce dernier convient de son erreur de référence et du fait qu'il ne mentionne en effet pas toujours les auteurs de ce qu'il cite.
En 1980, il est cofondateur de l'association Afrane (amitié franco-afghane) et devient directeur de sa revue « Les Nouvelles d'Afghanistan ».

### La défense de Luc Tangorre
Pierre Vidal-Naquet, qui d'après Annie Kriegel, fut toujours à la recherche d'un Alfred Dreyfus dont il pourrait être le Zola[source insuffisante], s'implique dans la défense de Luc Tangorre, condamné en mai 1983 pour une série de viols à Marseille et dont l'avocat est François Vidal-Naquet, frère de Pierre. Pierre Vidal-Naquet publie notamment dans Le Monde du 28 décembre 1983 un plaidoyer intitulé « Pour Luc Tangorre », puis organise un manifeste intitulé « Le viol est un crime, l'erreur judiciaire aussi » qui parait le 25 janvier 1985, également dans Le Monde. Bénéficiant d'une libération conditionnelle en février 1988, Luc Tangorre sera accusé d'avoir violé, peu après sa sortie de prison en mai de la même année, deux jeunes étudiantes américaines qui faisaient de l'autostop. À l'occasion du procès jugeant ces nouveaux faits, en 1992, Luc Tangorre étant à nouveau reconnu coupable et condamné, Pierre Vidal-Naquet s'excuse publiquement dans les colonnes du même journal, reconnaissant que sans l'intervention du comité de soutien, Tangorre n'aurait pas été gracié et les viols des deux Américaines n'auraient jamais eu lieu.

### Militant contre le négationnisme
Pierre Vidal-Naquet s'est également engagé dans la lutte contre le négationnisme.
En février 1979, il est avec Léon Poliakov à l'initiative d'une déclaration de 34 historiens parue dans Le Monde, démontant la rhétorique négationniste de Robert Faurisson.
Il est membre de l'Association pour l’étude des assassinats par gaz sous le régime national-socialiste (ASSAG).
En 1990, il fait partie des historiens, avec notamment Pierre Nora et Madeleine Rebérioux, qui s'opposent à la loi Gayssot.
Ses Mémoires témoignent également de cet engagement, comme la publication du livre Les Assassins de la mémoire en 1995.
Cependant, il sera condamné en janvier 2001 pour diffamation envers le négationniste Henri Roques. Celui-ci avait présenté une thèse en littérature comparée à l'Université de Nantes (thèse par la suite annulée pour irrégularités administratives), consacrée à Kurt Gerstein. Pierre Vidal-Naquet avait écrit à ce propos, dans ses Mémoires : « Si j’en crois un témoin bien placé pour le savoir, [la thèse présentée par Henri Roques] aurait été rédigée non par Henri Roques, qui ne sait pas un mot d’allemand, mais par mon ancien camarade [de khâgne], Robert Faurisson en personne » (P. Vidal-Naquet, Mémoires t.2 - Le trouble et la lumière, 1955-1998, Le Seuil, 1998, p. 44). Pierre Vidal-Naquet fut condamné en première instance. En novembre 2002, la cour d'appel de Paris donnait raison à Pierre Vidal-Naquet, mais le jugement fut annulé par la Cour de cassation en janvier 2005. Pierre Vidal-Naquet et son éditeur s'étant désistés devant la cour d'appel qui devait rejuger l'affaire, le jugement de 2001 fut considéré comme définitif. Une polémique l'a opposé au début des années 1980 à l'intellectuel américain Noam Chomsky concernant le soutien que ce dernier a accordé au négationniste Robert Faurisson menacé dans ses droits fondamentaux. Noam Chomsky considère qu'il n'a fait que soutenir la liberté d'expression de Robert Faurisson sans soutenir ses thèses historiques, tandis que Pierre Vidal-Naquet l'a accusé d'être allé au-delà de ce soutien de principe en qualifiant notamment Faurisson de « sorte de libéral relativement apolitique » et d'avoir maintenu sa position par orgueil et irritation d'avoir été contredit.

### Solidaire du peuple palestinien
En juillet 2003, il participe à l'appel « Une autre voix juive », qui regroupe des personnalités juives solidaires du peuple palestinien, pour une paix juste et durable au Proche Orient. Il adhère à l'Union juive française pour la paix.

### Liberté pour l'histoire
Pierre Vidal-Naquet fut l'un des initiateurs de la pétition Liberté pour l'histoire en décembre 2005.

## Publications

### Histoire ancienne
- Clisthène l'Athénien, avec Pierre Lévêque, Les Belles Lettres, 1964
- Le Bordereau d'ensemencement dans l'Égypte ptolémaïque, Bruxelles, Association égyptologique Reine Élisabeth, 1967
- Économies et Sociétés en Grèce ancienne. Périodes archaïque et classique, avec Michel Austin, Armand Colin, 1972
- Mythe et Tragédie en Grèce ancienne, avec Jean-Pierre Vernant, François Maspero, 1972, La Découverte, 2005
- La Grèce ancienne. I: Du mythe à la raison, avec Jean-Pierre Vernant, Le Seuil, coll. Points Essais, 1990
- La Grèce ancienne. II: L'Espace et le Temps, avec Jean-Pierre Vernant, Le Seuil, coll. Points Essais, 1991
- La Grèce ancienne. III: Rites de passage et Transgressions, avec Jean-Pierre Vernant, Le Seuil, coll. Points Essais, 1992
- Œdipe et ses mythes, avec Jean-Pierre Vernant, Complexe, 2001
- Travail et esclavage en Grèce ancienne, avec Jean-Pierre Vernant, Complexe, 1988, rééd. 2002
- Le Chasseur noir. Formes de pensées et formes de société dans le monde grec, François Maspero, 1981, La Découverte, 2005

- Prix Mottart de l’Académie française en 1983
- La Démocratie grecque vue d'ailleurs, Flammarion, 1990
- Les Grecs, les historiens et la démocratie, La Découverte, 2000
- Le Miroir brisé : tragédie athénienne et politique, Les Belles Lettres, 2002 (nouvelle édition)
- Le Monde d'Homère, Librairie académique Perrin, 2000

- Prix Diane Potier-Boès de l’Académie française en 2001
- Fragments sur l'art antique, Agnès Viénot, 2002
- L'Atlantide. Petite histoire d'un mythe platonicien, Les Belles Lettres, 2005 ;  (ISBN 2-251-38071-X)
- Flavius Arrien entre deux mondes, postface à la traduction par Pierre Savinel de la Vie d'Alexandre d'Arrien, Les Éditions de Minuit, coll. Arguments, 1984
- Du bon usage de la trahison, introduction à la traduction par Pierre Savinel de La Guerre des Juifs de Flavius Josèphe, Éditions de Minuit, coll. Arguments, 1988

### Histoire contemporaine

#### La Guerre d'Algérie
- L'Affaire Audin, 1957-1978, Éditions de Minuit, 1989 [nouvelle édition augmentée]
- La Torture dans la République : essai d'histoire et de politique contemporaine (1954-1962), Minuit, 1972
- Face à la raison d’État. Un historien dans la guerre d’Algérie, La Découverte, collection « Cahiers libres », Paris, 1989, 259 p.
- Les Crimes de l'armée française Algérie 1954-1962, La Découverte, 2001 [Préface inédite de l'auteur]
- "L'affaire Audin par les tracts", Revue de la Bibliothèque nationale de France, no 10, 2002, p. 35-41.
- La Raison d'État. Textes publiés par le Comité Audin, La Découverte, 2002 (nouvelle édition du livre publié en 1962 aux éditions de Minuit)
- « Une fidélité têtue. La résistance française à la guerre d'Algérie », Vingtième siècle, no 10, 1986.

#### Les Juifs, la Shoah et le négationnisme
- Les Assassins de la mémoire, Editions La Découverte, 1987, recueil de textes :
  - « Un Eichmann de papier », paru dans Esprit, septembre 1980
  - « De Faurisson et de Chomsky », dans Esprit, janvier 1981
  - « Du côté des persécutés », dans Le Monde, 15 avril 1981
  - « Thèses sur le révisionnisme », dans les actes du colloque de l'EHESS, 1985
  - « Les assassins de la mémoire », inédit
- Les Juifs, la mémoire et le présent (I et II), La Découverte, 1991[40] (Point Seuil, 1995)
- Les Juifs, la mémoire et le présent III, La Découverte, 1995, dont
  - « Présentation du journal tenu par Lucien Vidal-Naquet (1993) entre le 15 septembre 1942 et le 29 février 1944 », paru dans Annales, 1993
- Les Juifs, la mémoire et le présent, éd. complète, Paris, Les Belles Lettres, coll. "Le goût de l'Histoire", 596 p., 2023  (ISBN 978-2251454429)

#### Préfaces
- Préface du livre de Jacques Inrep : "Soldat, peut-être... tortionnaire, jamais!". Editions Scripta. 2006.
- Préface du livre de Maurice Rajsfus, Des Juifs dans la collaboration, L'UGIF (1941-1944), éd. Études et Documentation Internationales, 1980.
- Préface du livre d'Arno Mayer, La Solution finale dans l'histoire, La Découverte, 1990 (repris dans Les Juifs, la mémoire et le présent, Point Seuil, p. 437)
- Préface du livre de Simon Laks, Mélodies d'Auschwitz, Cerf, 2004
- Préface du livre de Gérard Chaliand, Le Crime de silence : le génocide des Arméniens, Flammarion, 1984
- Préface à Auschwitz Graffiti, d'Adrien Le Bihan, Librio, Paris, 2000.

#### Jean Moulin
- Le Trait empoisonné, La Découverte, 1993, 2002

#### Mai 68
- Avec Alain Schnapp : Journal de la commune étudiante. Textes et documents. Novembre 1967 - juin 1968, Paris, Le Seuil, 1969[41] (édition américaine, 1971 ; édition revue et augmentée, Le Seuil, collection « L'univers historique », 1988).

#### Bernard-Henri Lévy
Pierre Vidal-Naquet s'insurgea, avec vigueur, contre les erreurs et approximations de l'ouvrage Le Testament de Dieu de Bernard-Henri Lévy, avec lequel il entama une discussion ferme en 1979 par articles interposés de numéro en numéro du Nouvel Observateur, bientôt rejoint en cela par Cornelius Castoriadis.

### Mémoires
- Mémoires t.1 - La brisure et l'attente, 1930-1955, Le Seuil, 1998
- Mémoires t.2 - Le trouble et la lumière, 1955-1998, Le Seuil, 1998

### Articles
- « Au pire de toi-même. Essai sur la méthode de Paul Valéry» in Sigila no 12, 2003.

### Conférences
- "Pourquoi et comment je suis devenu historien ?", conférence prononcée aux Rendez-vous de l'histoire le 18 octobre 2002.

### Entretiens
- L’État n’a pas à dire comment enseigner l’histoire, entretien de Pierre Vidal-Naquet avec Hervé Nathan, Libération, 14 avril 2005.
- La Vérité de l’indicatif, entretien avec Pierre Vidal-Naquet, Vacarme, no 17, automne 2001.
- Pierre Vidal-Naquet  entretien avec Thierry Paquot (Paris XII) janvier 1998.
- L’encouragement direct de Papon, entretien de Pierre Vidal-Naquet avec Jean-Paul Pierot, L'Humanité, 17 octobre 1997.
- « Les réponses de Pierre Vidal-Naquet et de Michel Foucault » (à propos de l'état d'urgence déclaré en Pologne par le général Jaruzelski, publié dans Michel Foucault, Dits et écrits IV, no 302)
- « Un combat contre les mensonges et les vérités officielles », entretien de Pierre Vidal-Naquet avec Anne Tristan et Christian Roques, dans Ras l'Front, no 110, février/mars 2006

## Décorations
- Officier de la Légion d'honneur (2000)[43]
- Chevalier de l'ordre des Palmes académiques
- Commandeur de l'ordre du Phénix